# Christophe Van Schependom
Christophe Van Schependom is een Belgisch voormalige karateka.

## Levensloop
In 1993 behaalde hij brons op de IKO-Europese kampioenschappen in het Bulgaarse Varna en in 1999 behaalde hij zilver op de IFK-Europese kampioenschappen in het Spaanse Valencia.